# The Human Crazy University
Human Bug Daigaku_Yami no Manga (jap.: ヒューマンバグ大学_闇の漫画) ist eine Manga-Video-Reihe von K Contents. Zur Serie wurde 2022 ein Anime produziert, der international als The Human Crazy University bekannt wurde. 

## Inhalt
Die Manga-Videoreihe erzählt kurze Geschichten über Menschen, die in Extremsituationen gedrängt werden und dabei außergewöhnliche Kräfte oder Fähigkeiten erweisen. Dabei stehen wechselnde Charaktere im Mittelpunkt der Geschichten. Für die Adaption als Anime wurde unter diesen die Figur von Satake herausgegriffen und eine neue Geschichte mit ihm entwickelt.
Satake Hirofumi wurde für den Mord an seiner Freundin Chie und dessen vermeintlichen Liebhaber zum Tode verurteilt. Doch wie durch ein Wunder überlebt er seine Hinrichtung – wie bereits zuvor viele Krankheiten und Gefahren, an denen andere Menschen gestorben wären. So wird das Misslingen der Hinrichtung geheim gehalten und er kommt in eine Forschungseinrichtung. Satake wird von deren Professor, ein begeisterter Erforscher außergewöhnlicher Menschen („human bug“), ausgefragt über die vielen Gefahren, die er überlebt hat. Als Satake schließlich verlegt werden soll, kommt es beim Flug zuerst zu einem Entführungsversuch und schließlich stürzt Satake heraus und landet – erneut gegen alle Wahrscheinlichkeit – noch immer am Leben in Mexiko. Hier lernt er neue Menschen kennen, die ihn unterstützen und denen er helfen will, doch schließlich landet er in den Fängen der Mafia. Deren Mordplänen kann er nur durch sein Glück entkommen und trifft Jōji Kitō, einen herumreisenden Gourmet, mit dem er sich früher schon angefreundet hat, und als dessen Sekretärin schließlich Chie, die unerwartet noch am Leben ist. Auch sie glaubte, Satake sei tot. Von beiden erfährt Jōji Kitō, was wirklich geschah: Der Mafiaboss Jack hatte es auf Chie abgesehen und wollte daher Satake aus dem Weg räumen. Daher hat er Chie entführt und den Mord Satake angehängt. Chie konnte sich schließlich befreien, glaubte aber zunächst, ihr Geliebter sei hingerichtet worden. Nun werden sie erneut mit Jack und der Mafia konfrontiert. Nur durch Satakes Glück und die Einmischung einiger Freunde, die auf dem Weg bis hierhin gewonnen hat, können beide gerettet werden.

## Veröffentlichungen
Die von K Contents produzierte Manga-Reihe erscheint seit April 2019 in Form von Videos mit vorgelesenen Panels auf der Plattform Youtube. Im Mai 2022 wurde eine Umsetzung als Anime angekündigt, die sich nun einer der wiederkehrenden Figuren aus den Manga-Videos widmen sollte: Satake.
Die Animeserie entstand bei DLE unter der Regie von Tsukasa Nishiyama und nach einem Drehbuch von Naotoshi Nakajima. Das Charakterdesign entwarf Tsukasa Nishiyama und für den Ton war Masakatsu Oomuro verantwortlich. Die 12 Folgen mit je 23 Minuten Laufzeit wurden von den Sendern AT-X, Tokyo MX, Sun Television und BS Fuji in Japan gezeigt. Die Ausstrahlung startete am 5. Oktober 2022 und wurde am 21. Dezember 2022 abgeschlossen. Parallel wurde der Anime auf der Online-Plattform Crunchyroll per Streaming veröffentlicht, mit Untertiteln unter anderem auf Deutsch, Englisch, Spanisch und Französisch.

### Synchronisation
| Rolle           | Japanische Stimme (Seiyū) |
| --------------- | ------------------------- |
| Hirofumi Satake | Tomokazu Sugita           |
| Chie Negishi    | Yui Ogura                 |
| Professor       | Hidenari Ugaki            |
| Jack            | Sōma Saitō                |
| Jōji Kitō       | Hiroki Takahashi          |

### Musik
Die Musik der Serie komponierte Kōsuke Yamashita. Der Vorspann ist unterlegt mit dem Lied Catastrophe, gesungen von Nano und komponiert von Shin Manahiro. Das Abspannlied ist Bad City (Bug Human) von der Band Lowland Jazz, komponiert von Casey Rankin und Takehiro Chiba.